# パウル・アドルフ・ゼーハウス
パウル・アドルフ・ゼーハウス（Paul Adolf Seehaus、パンネームは Barnett、1891年9月7日 - 1919年3月13日）は、ドイツの画家である。「ラインラント表現主義（Rheinischer Expressionismus）」と呼ばれる芸術家たちの中で活動したが27歳で病没した。

## 略歴
ノルトライン＝ヴェストファーレン州のボンで生まれた。高校を卒業した後、画家のアウグスト・マッケ(1887-1914)に絵の才能を見いだされた。1911年からマッケの指導を受け、1913年の夏には、マッケが主導してボンで開かれた「ラインラント表現主義者展(Ausstellung Rheinischer Expressionisten)」に作品の出展を認められて、その作品はフランクフルトの新聞(Frankfurter Zeitung)の記事で賞賛された。ベルリンで、1913年に開かれた大規模な前衛画家の展覧会、「Erster Deutscher Herbstsalon（最初のドイツ秋季展）」にも出展した。
第一次世界大戦が始まり、1914年にアウグスト・マッケが戦死したことが影響してか、風景を暗い色調で描くようになり、1919年に27歳で亡くなる前にペン画に色つけした作品や水彩画を描くようになった。1919年にハンブルクで肺炎で亡くなった。
ゼーハウスの作品はナチスが政権を取った後、「退廃芸術」に指定され1937年に多くの公共のコレクションから没収された。

## 作品

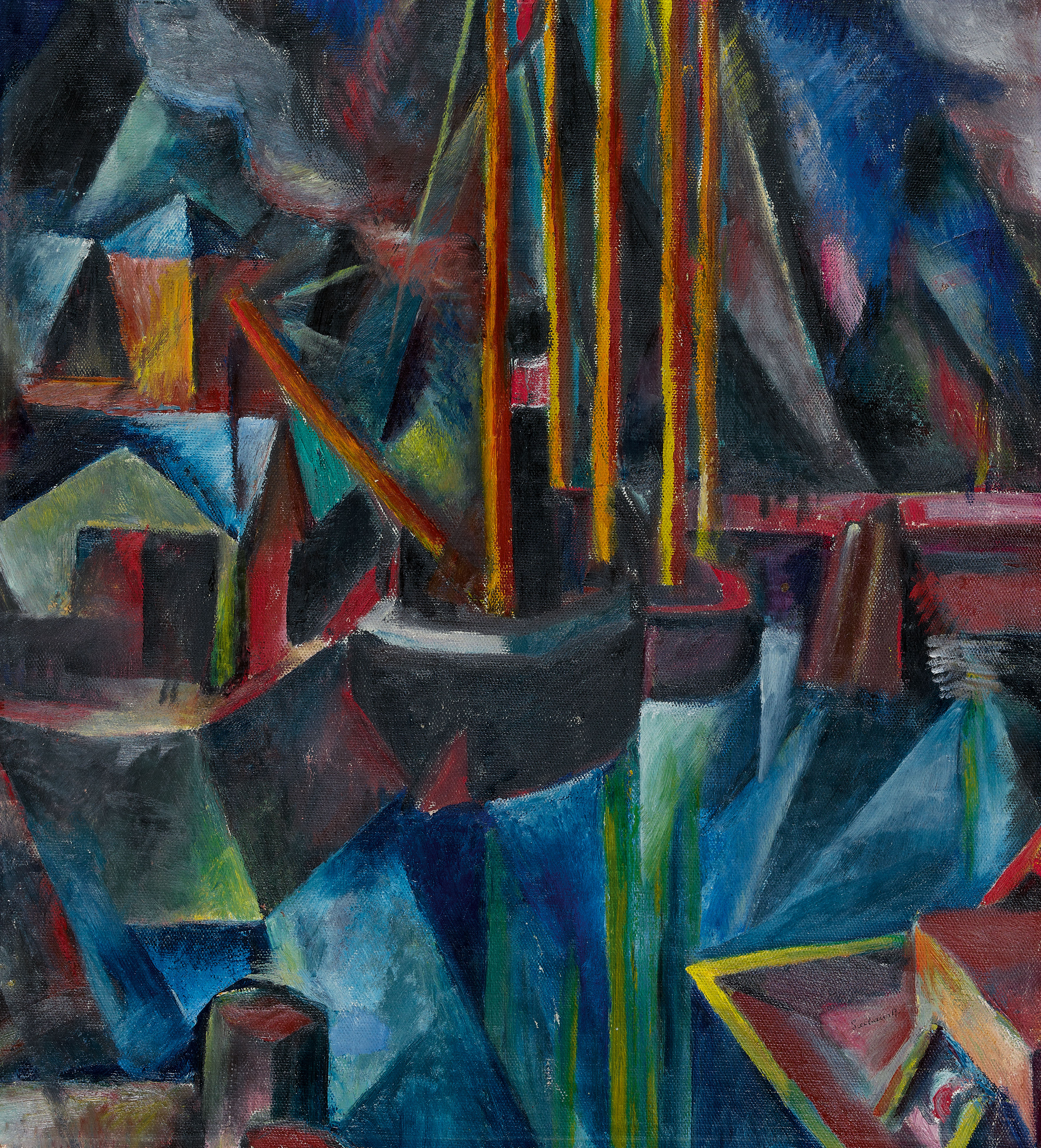
港の船
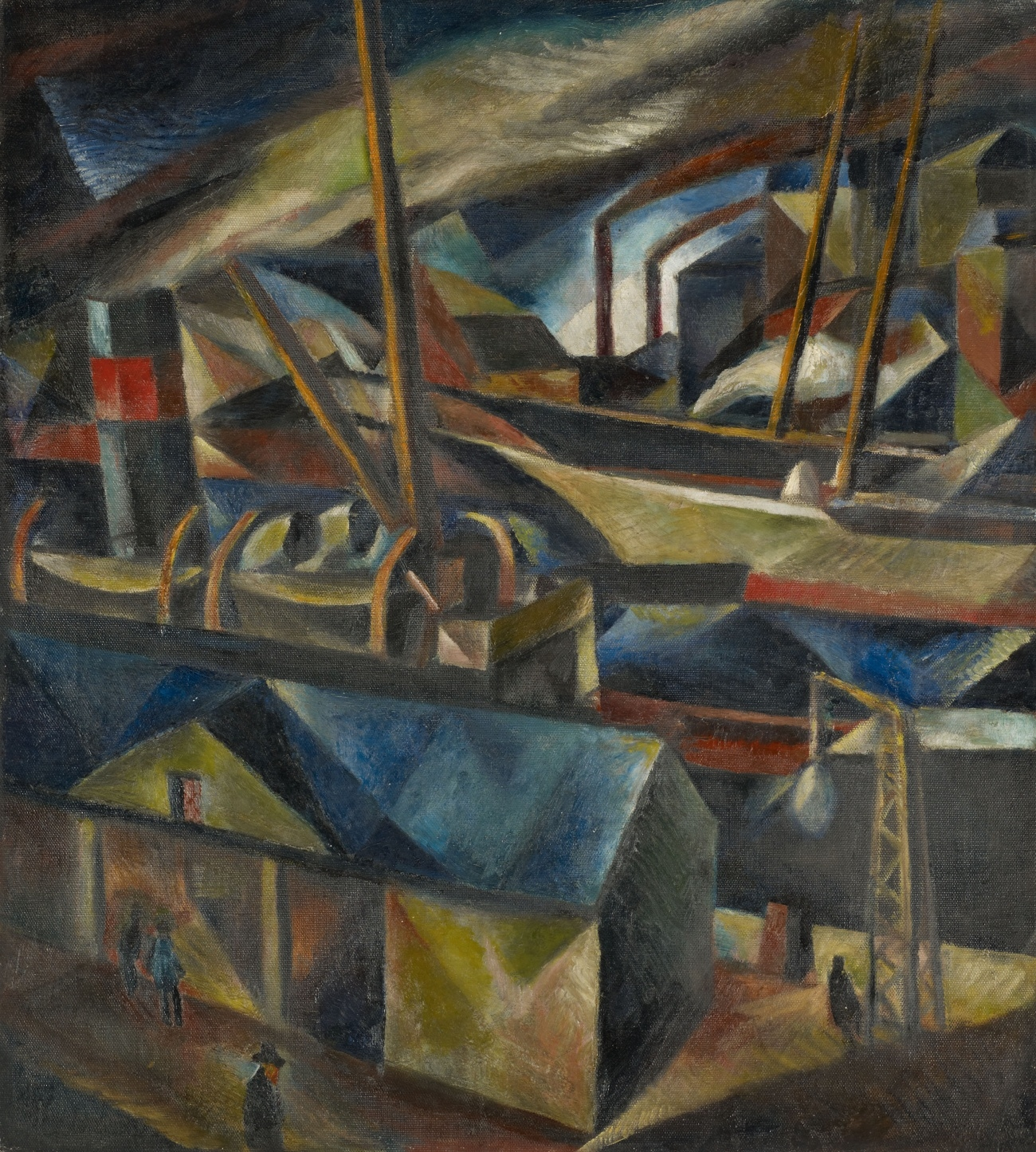
港湾施設 (1812/1813)
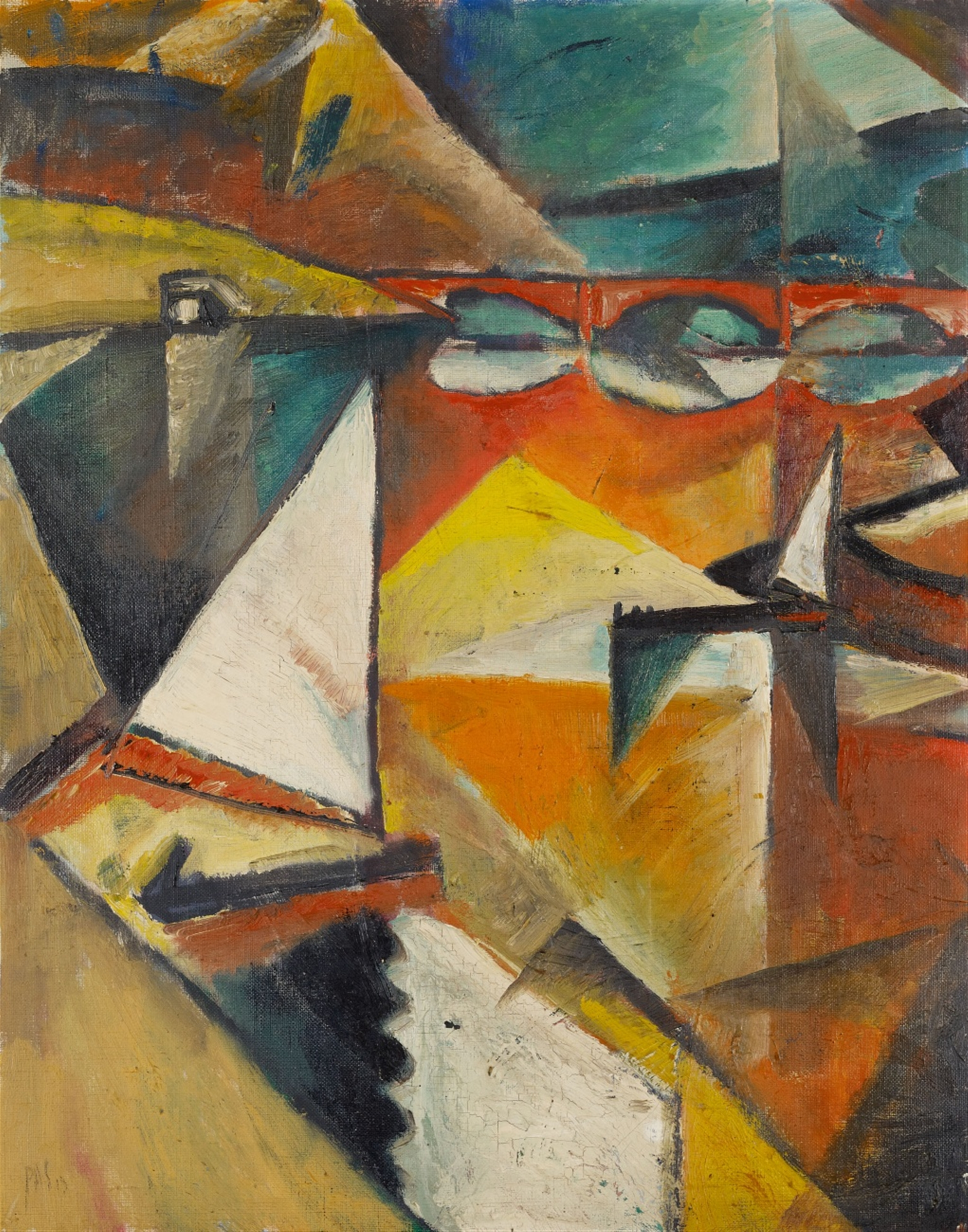
橋とヨット

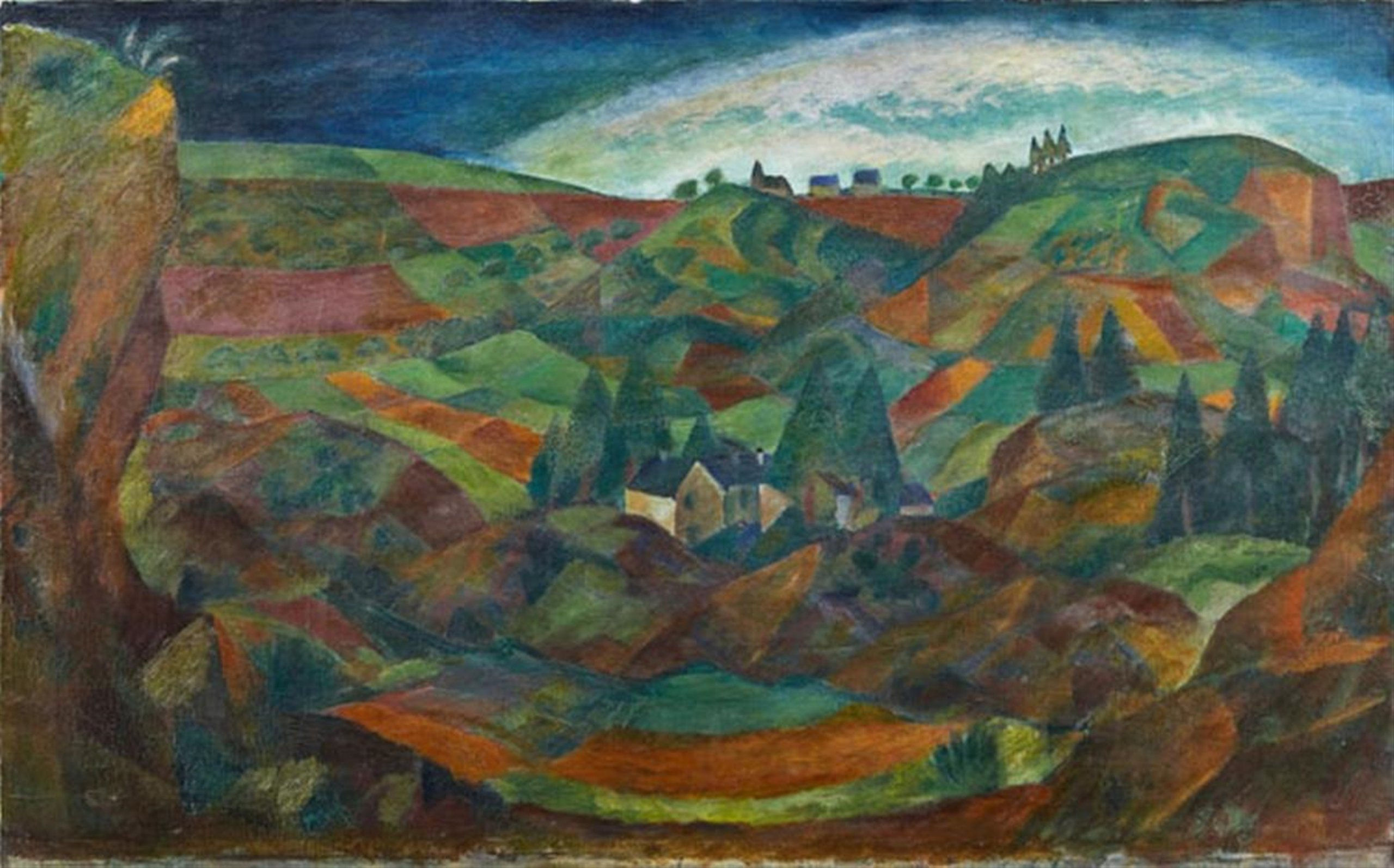
アイフェルの風景
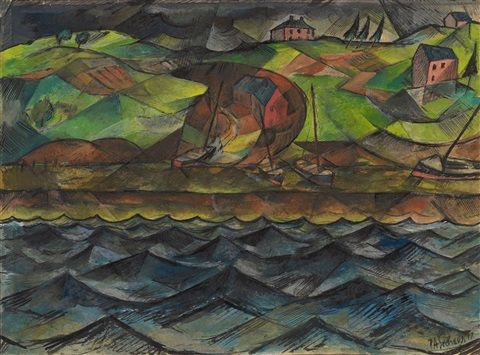
海に続く道
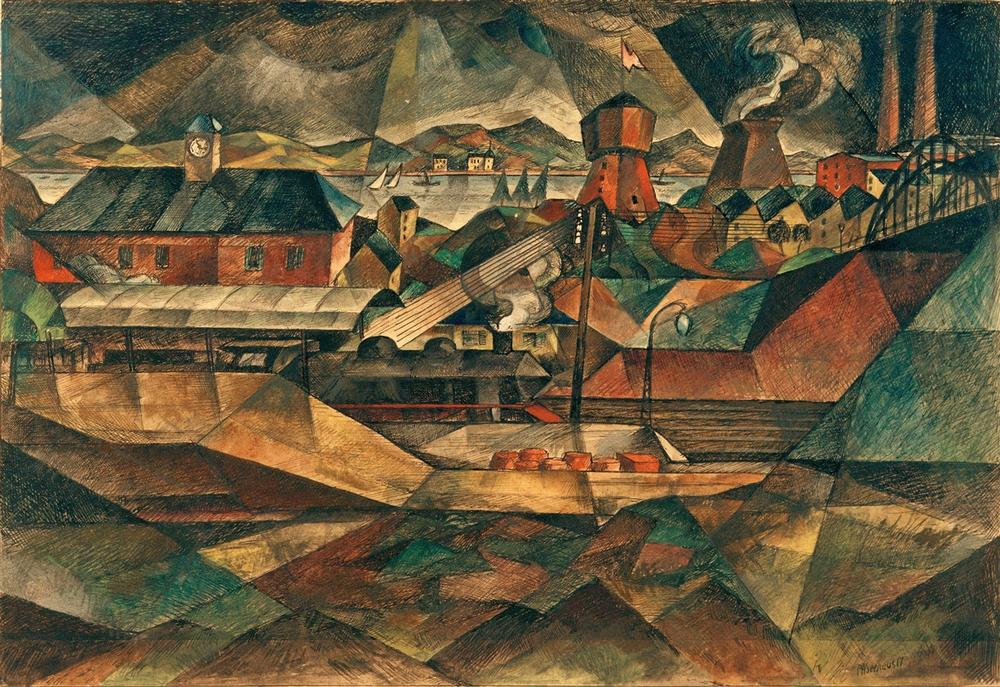
貨物駅 (1917)
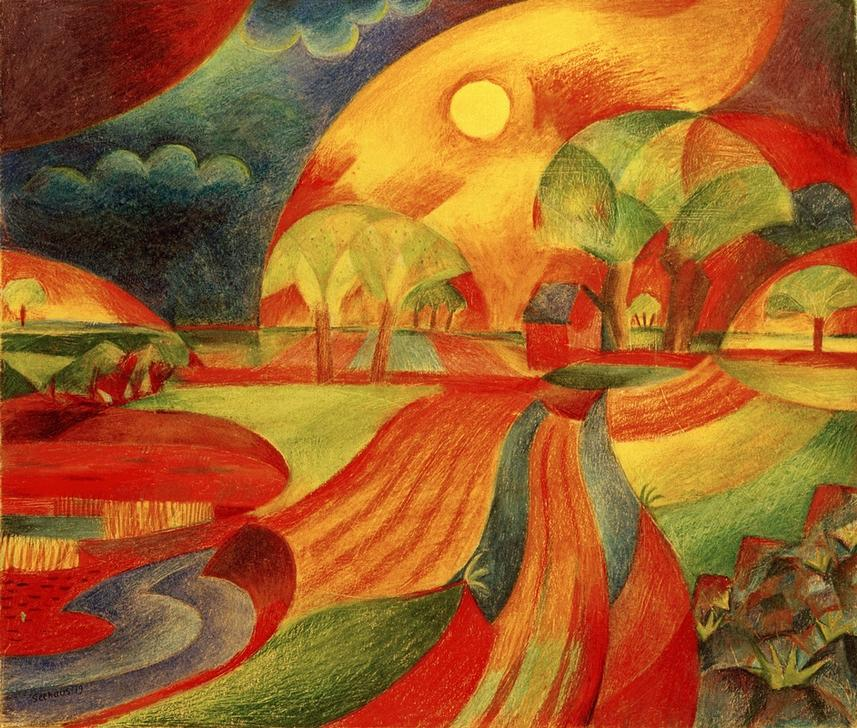
ハンブルクの朝